# Pericoma litanica
Pericoma litanica és una espècie d'insecte dípter pertanyent a la família dels psicòdids que es troba a Àsia: el Líban.